# Crawfurdia speciosa
Crawfurdia speciosa är en gentianaväxtart som beskrevs av Nathaniel Wallich. Crawfurdia speciosa ingår i släktet Crawfurdia och familjen gentianaväxter. Inga underarter finns listade i Catalogue of Life.